# Cottesmore
Cottesmore – wieś w Anglii, w hrabstwie Rutland. Leży 7 km na północny wschód od miasta Oakham i 139 km na północ od Londynu. W 2001 miejscowość liczyła 2332 mieszkańców.